# Tafamidis
Le tafamidis est une molécule indiquée dans le traitement des formes débutantes de neuropathies amyloïdes familiales par mutation Val30Met du gène de la transthyrétine (ou pré-albumine), mutation la plus fréquente, retrouvée chez la totalité des patients d'origine portugaise. Ce médicament est disponible sous une forme associée à la méglumine, le tafamidis méglumine. Il est commercialisé sous le nom Vyndaqel par le laboratoire Pfizer.

## Mode d'action
Il se fixe à la transthyrétine mutée, empêchant la dégradation du tétramère en monomères.

## Efficacité
Il diminue la mortalité et le risque d'hospitalisation pour raison cardiaque. Il diminue également la progression des lésions neurologiques.
Dans les formes diagnostiquées précocement, il ralentit l'évolution de la maladie.

## Coût
Aux États-Unis, le coût annuel du traitement, en 2020, est de 220 000 dollars, soit 880 000 dollars par QALY (année de vie pondérée par la qualité).